# Kerumut
Kerumut is een bestuurslaag in het regentschap Oost-Lombok van de provincie West-Nusa Tenggara, Indonesië. Kerumut telt 5909 inwoners (volkstelling 2010).